# Granville (Illinois)
Granville è un villaggio degli Stati Uniti d'America, situato nello Stato dell'Illinois, nella contea di Putnam.